# Raúl Rodríguez Serrano
Raúl Rodríguez Serrano (n. Madrid, España; 29 de noviembre de 1973) es un futbolista español que se desempeñaba como guardameta.

## Clubes
| Club          | País   | Año         |
| ------------- | ------ | ----------- |
| Real Madrid B | España | 1994 - 1997 |
| Leganés       | España | 1997 - 1998 |
| Numancia      | España | 1998 - 2001 |
| Real Jaén     | España | 2001 - 2003 |